# 荒尾神社
荒尾神社（あらおじんじゃ）は、山梨県北杜市白州町台ヶ原にある神社。旧郷社。

## 祭神
- 罔象女命（みずはめのみこと）
- 日本武尊（やまとたけるのみこと）

## 歴史
菅原村史によると、荒尾神社はおよそ600年前の室町時代に創建された。
荒尾神社の名前は「激流祠前を過ぐる故、荒き尾白川に臨む」に由来すると甲斐国志に記載されている。
もともとの所在地は現在所在地から南西に500メートルの中山の麓、根古屋にあった。
根古屋地区は尾白川の氾濫があるうえ農耕に適さない山間部であったため、住民不在となり祭祀も執り行われなくなった。
1910年（明治43年）1月25日に台ケ原地区にある田中神社境内に神明社外11社とともに合併された。

## 境内
当神社の境内には荒尾神社と相殿の田中神社があり、それぞれに属する建造物が存在する。また、境内の北側には社中末社をはじめとする多くの石室・石祠などが存在する。
- 鳥居　荒尾神社の鳥居は拝殿の正面にあたる境内東側、田中神社の鳥居は旧甲州街道に面した境内南東角に建てられている。
- 土俵　拝殿正面にあり、9日23日の例大祭には奉納相撲が行われる。
- 拝殿　拝殿は一棟であり、賽銭箱には田中 荒尾神社と表示されている。
神社名が併記された賽銭箱（2022年8月18日撮影）
- 本殿　荒尾神社の本殿は向かって右（北）側、田中神社の本殿は向かって左（南）側にあり荒尾神社本殿よりも一回り大きい。
本殿　左が田中神社・右が荒尾神社（2022年8月18日撮影）
- 石灯篭　7基
- 石像物

田中神社
- 神体　大己貴命（おおあなむちのみこと）・媛太神（ひめおおかみ）　相殿　塩海足尼（しおみのすくね）・田辺広足（たなべのふひとひろなり）
- 社格　正一位
- 御茶壺道中の際は当社に宿泊し、そのため、番所・制札場が設けられた。

熊野社
荒尾神社の社中末社。熊野権現の扁額が掲げられた上屋の中に2基の石室がある。
- 銘文①　熊野大権現　祭三月八日　再興者　文化十二乙亥十一月日　作之

- 銘文②　金比羅宮　祭十月十日　御再興者　享和二壬戌十二月十五日

石室の前には頭部に味噌を塗られ石仏が林立している。

味噌を塗られた石仏（2022年8月18日撮影）
松尾社。
田中神社の社中末社。　
- 銘文　請松尾大明神■神主古屋長門　祭日　四月上之酉日　十一月上之酉日　當所　願主　北原伊兵衛　菅原延長　男　北原太郎吉　菅原延重 高遠　栗田村　石工　北原勝蔵[7]

虎石社。
田中神社の社中末社。
甲斐国志と甲斐国社記・寺記では虎舞の由来に記述の相違が見られる。
- 甲斐国志　祠側ニ虎石アリ故ニ古来ヨリ本村ニテハ獅子舞ヲ禁ジテ入レズ正月十四日道祖神祭ニモ虎舞ト名付ケテ他村ノ獅子トハ其形異ナリ叉本村ニ限リテ田中ニ田螺ナシ一奇事ナリ[8]

- 甲斐国社記・寺記　形チ虎ニ似テ霊石ナリ土人瘧ヲ誓フ昔時当邨ニテ正月衢ノ神ノ祭リニ獅子ノ頭ヲ冠ケレハ此石祟リ成セシ故村卒怖レテ虎ノ頭ニ替ケルトソ依之今ニ邨中物ノ事毎（舞）獅子ヲ禁シ候亦邨中ニ田螺一貝モ居ラス[6]

虎石社（2022年8月18日撮影）

## 祭事
- 正月道祖神祭り　1月15日
  - 虎頭の舞（獅子舞ではない）

虎頭の舞（2009年9月23日撮影）
- 秋季例祭　9月22日～23日
  - 虎頭の舞と御輿が氏子の家を回る(9月22日夜)
  - 子ども相撲(9月23日)

獅子舞を禁止した経緯
甲斐国志によると境内にある虎石に獅子舞の頭を乗せたところ、祟りがあったことから獅子舞を禁じ小正月に虎頭の舞を奉納している。

## 現地情報
所在地
- 山梨県北杜市白州町台ヶ原2296番地

交通アクセス
- 鉄道
JR中央本線韮崎駅から山梨交通バス下教来石（しもきょうらいし）行で台ケ原中停留所下車
- 車
中央自動車道小淵沢ICからインター白州ライン・国道20号線
中央自動車道須玉ICから県道611号線・国道20号線